# Yvignac-la-Tour
 Yvignac-la-Tour  (en bretón Ivinieg) es una población y comuna francesa, en la región de Bretaña, departamento de Côtes-d'Armor, en el distrito de Dinan y cantón de Broons.

## Demografía
| 1367 | 1326 | 1167 | 1146 | 1065 | 1091 |
| Para los censos de 1962 a 1999 la población legal corresponde a la población sin duplicidades (Fuente: INSEE [Consultar]) |      |      |      |      |      |

## Hermanamientos
- Ivenack (Mecklenburg-Vorpommern)  Alemania